# Patrick Hausding
Patrick Hausding (né le 9 mars 1989 à Berlin) est un plongeur allemand.

## Palmarès

### Jeux olympiques
- Jeux olympiques de 2008 à Pékin :
  -  Médaille d'argent du plongeon synchronisé à 10 m (avec Sascha Klein).

- Jeux olympiques de 2016 à Rio de Janeiro :
  -  Médaille de bronze du plongeon individuel à 3 m.

### Championnats du monde
- Championnats du monde 2011 à Shanghai :
  -  Médaille d'argent du plongeon synchronisé à 10 m (avec Sascha Klein).
- Championnats du monde 2013 à Barcelone :
  -  Médaille d'or du plongeon synchronisé à 10 m (avec Sascha Klein).
- Championnats du monde 2017 à Budapest :
  -  Médaille d'argent du plongeon individuel à 3 m.
  -  Médaille de bronze du plongeon synchronisé à 10 m (avec Sascha Klein).

### Championnats d'Europe
- Championnats d'Europe de natation 2008 à Eindhoven :
  -  Médaille d'or du plongeon synchronisé à 10 m (avec Sascha Klein).
- Championnats d'Europe de plongeon 2009 à Turin :
  -  Médaille d'or du plongeon synchronisé à 10 m (avec Sascha Klein).
  -  Médaille de bronze du plongeon individuel à 10 m.
- Championnats d'Europe de natation 2010 à Budapest :
  -  Médaille d'or du plongeon individuel à 3 m.
  -  Médaille d'or du plongeon synchronisé à 10 m (avec Sascha Klein).
  -  Médaille d'argent du plongeon individuel à 1 m.
  -  Médaille d'argent du plongeon individuel à 10 m.
  -  Médaille d'argent du plongeon synchronisé à 3 m (avec Stephan Feck).
- Championnats d'Europe de plongeon 2011 à Turin :
  -  Médaille d'or du plongeon individuel à 3 m.
  -  Médaille d'or du plongeon synchronisé à 10 m (avec Sascha Klein).
  -  Médaille d'argent du plongeon individuel à 10 m.
  -  Médaille d'argent du plongeon synchronisé à 3 m (avec Stephan Feck).
- Championnats d'Europe de natation 2012 à Debrecen :
  -  Médaille d'or du plongeon synchronisé à 10 m (avec Sascha Klein).
  -  Médaille d'argent du plongeon individuel à 3 m.
  -  Médaille d'argent du plongeon synchronisé à 3 m (avec Stephan Feck).
- Championnats d'Europe de plongeon 2013 à Rostock :
  -  Médaille d'or du plongeon synchronisé à 10 m (avec Sascha Klein).
  -  Médaille d'argent du plongeon individuel à 10 m.
  -  Médaille d'argent du plongeon synchronisé à 3 m (avec Stephan Feck).
  -  Médaille de bronze du plongeon individuel à 3 m.
- Championnats d'Europe de natation 2014 à Berlin :
  -  Médaille d'or du plongeon individuel à 1 m.
  -  Médaille d'or du plongeon individuel à 3 m.
  -  Médaille d'or du plongeon synchronisé à 10 m (avec Sascha Klein).
  -  Médaille d'argent du plongeon synchronisé à 3 m (avec Stephan Feck).
- Championnats d'Europe de plongeon 2015 à Rostock :
  -  Médaille d'or du plongeon synchronisé à 10 m (avec Sascha Klein).
  -  Médaille d'argent du plongeon par équipe mixte.
  -  Médaille de bronze du plongeon synchronisé à 3 m (avec Stephan Feck).
- Championnats d'Europe de natation 2016 à Londres :
  -  Médaille d'or du plongeon synchronisé à 10 m (avec Sascha Klein).
- Championnats d'Europe de plongeon 2017 à Kiev :
  -  Médaille d'argent du plongeon individuel à 1 m.
- Championnats d'Europe de natation 2018 à Glasgow :
  -  Médaille de bronze du plongeon synchronisé à 3 m (avec Lars Rüdiger).
- Championnats d'Europe de plongeon 2019 à Kiev :
  -  Médaille d'or du plongeon individuel à 1 m.
  -  Médaille d'or du plongeon par équipe mixte.
  -  Médaille d'argent du plongeon individuel à 3 m.
  -  Médaille d'argent du plongeon synchronisé à 3 m (avec Lars Rüdiger).
- Championnats d'Europe de natation 2020 à Budapest :
  -  Médaille d'or du plongeon individuel à 1 m.
  -  Médaille d'or du plongeon synchronisé à 3 m (avec Lars Rüdiger).
  -  Médaille de bronze du plongeon synchronisé à 10 m (avec Timo Barthel).
  -  Médaille de bronze du plongeon par équipe mixte.